# Uroboros (album)
Uroboros – siódmy album japońskiej grupy Dir En Grey wydany w 2008.
Nazwa albumu nawiązuje do Uroborosa, starożytnego symbolu, przedstawiającego pożerającego samego siebie i odradzającego się z siebie węża z ogonem w pysku. Ma on reprezentować ciągłość i cykliczność mocy, podkreślać temat reinkarnacji, o którym zespół często wspominał w trakcie promocji płyty. Jak powiedział Kaoru w prasowym komunikacie, album jest "wypełniony tematem winy i reinkarnacji, tak samo jak przeszły, teraźniejszy i przyszły Dir en grey".

## Lista utworów

### Edycja standardowa
1. "Sa Bir" – 2:00
2. "Vinushka" – 9:35
3. "Red Soil" – 3:24
4. "Doukoku to Sarinu" (慟哭と去りぬ) – 3:48
5. "Toguro" (蜷局) – 3:57
6. "Glass Skin" – 4:27
7. "Stuck Man" – 3:34
8. "Reiketsu Nariseba" (冷血なりせば) – 3:33
9. "Ware, Yami Tote..." (我、闇とて･･･) – 7:01
10. "Bugaboo" – 4:43
11. "Gaika, Chinmoku ga Nemuru Koro" (凱歌、沈黙が眠る頃) – 4:22
12. "Dozing Green" – 4:05
13. "Inconvenient Ideal" – 4:23

### Dodatkowe ścieżki

#### Edycja standardowa (USA)
1. "Dozing Green" (wersja japońska) – 4:08

#### Edycja limitowana (USA)
1. "Glass Skin" (wersja japońska) – 4:28
2. "Dozing Green" (wersja japońska) – 4:08

#### Edycja winylowa (USA)
1. "Dozing Green" (wersja japońska) – 4:08
2. "Undecided" – 4:58

#### Edycja limitowana (Europa)
1. "Glass Skin" (wersja japońska) – 4:28
2. "Dozing Green" (wersja japońska) – 4:08
3. "Agitated Screams of Maggots -Unplugged-" – 3:08

### Bonusowe płyty

#### Edycja limitowana (Japonia)- Unplugged disc
1. "Ware, Yami Tote..." (unplugged)
2. "Inconvenient Ideal" (unplugged)
3. "Red Soil" (unplugged)

#### Edycja limitowana deluxe - Unplugged disc deluxe ver.(Japonia)
1. "Ware, Yami Tote..." (unplugged)
2. "Inconvenient Ideal" (unplugged)
3. "Red Soil" (unplugged)
4. "Dozing Green" (Before Construction Ver.)
5. "Dozing Green" (Japanese Lyrics Re-mastering)
6. "Glass Skin" (Japanese Lyrics Re-mastering)

#### Edycja limitowana deluxe - DVD - The making of uroboros
1. "Nagrywanie i wywiady"
2. "Toguro" (Studio live)
3. "Dozing Green"(Studio live)

#### Edycja limitowania - bonus DVD(USA)
1. "Repetition of Hatred" (Zepp Tokyo, 22 grudnia 2007)
2. "Agitated Screams of Maggots" (Zepp Tokyo, 22 grudnia 2007)
3. "Hydra -666-" (Zepp Tokyo, 22 grudnia 2007)
4. "Dead Tree" (Wacken Open Air, 4 sierpnia 2007)
5. "Dozing Green" (Tour07 The Marrow of a Bone, 2007)